# آرثر ناش
آرثر نـاش (بالإنجليزية: Arthur Nash)‏ هو مهندس معماري أمريكي، ولد في 1871، وتوفي في 1969.